# Taeko Ishikawa
Taeko Ishikawa, född den 14 oktober 1975 i Tochigi prefektur, är en japansk softbollspelare.
Hon tog OS-silver vid de olympiska softboll-turneringarna vid olympiska sommarspelen 2000 i Sydney.